# Ваньковичі
Ва́ньковичі — село в Україні, у Рудківській міській територіальній громаді Самбірського району Львівської області. Населення становить 345 осіб (2001).

## Відомі люди
- Платон Костецький — український і польський журналіст, поет, громадський діяч
- Самардак Богдан Миколайович — український футбольний тренер[1].